# 瓦利鎮區 (阿肯色州沃希托縣)
瓦利鎮區（英語：Valley Township）是位於美國阿肯色州沃希托縣的一個行政鎮區。

## 地方資料
瓦利鎮區的面積為113.38平方千米，當中陸地面積為112.99平方千米，而水域面積為0.39平方千米。根據2010年美國人口普查的數據，當地共有人口1291人，而人口密度為每平方千米11.39人。